# Cyrtochloa hirsuta
Cyrtochloa hirsuta là một loài thực vật có hoa trong họ Hòa thảo. Loài này được J.Dransf. mô tả khoa học đầu tiên năm 1998.